# Monte Orsiera
Monte Orsiera – szczyt w Alpach Kotyjskich, części Alp Zachodnich. Leży w północno-zachodnich Włoszech w regionie Piemont, blisko granicy z Francją. Szczyt można zdobyć drogą ze schroniska Rifugio Selleries (2030 m). Szczyt leży na terenie Parku Naturalnego Orsiera - Rocciavrè.